# Mimomyia lacustris
Mimomyia lacustris är en tvåvingeart som först beskrevs av Edwards 1935.  Mimomyia lacustris ingår i släktet Mimomyia och familjen stickmyggor. Inga underarter finns listade i Catalogue of Life.